# Daharki
Daharki (Urdu ڈھرکی) ist eine Stadt innerhalb des Distrikts Ghotki in der Provinz Sindh in Pakistan. Sie liegt etwa 100 km nordöstlich von Sukkur zwischen Mirpur Mathelo und Ubauro an der pakistanischen Nationalstraße N-5.
In Daharki befinden sich unter anderem mehrere Baumwollfabriken, Düngemittelanlagen sowie Öl- und Gasexplorationsanlagen.
Nahe der Stadt ereignete sich am 7. Juni 2021 ein Eisenbahnunfall mit mindestens 63 Toten und 150 Verletzten, als ein Zug in die entgleisten Fahrzeuge eines anderen Zuges fuhr.

## Bevölkerungsentwicklung
| Zensusjahr | Einwohnerzahl |
| ---------- | ------------- |
| 1972       | 7.013         |
| 1981       | 17.417        |
| 1998       | 34.615        |
| 2017       | 103.557       |

## Wirtschaft
Daharki ist ein Industriestandort in der Provinz Sindh. Neben mehreren Baumwollverarbeitungsbetrieben verfügt die Stadt über Öl- und Gasförderanlagen, eine der größten Düngemittelfabriken des Landes sowie weitere industrielle Einrichtungen. Zu den wichtigsten in Daharki ansässigen Unternehmen zählen Engro Fertilizers, Mari Petroleum Company (ehemals Mari Energies) und Tullow Oil. In der näheren Umgebung befinden sich die Energieerzeugungsanlagen  Foundation Power Plant und Liberty Power Plant. 

### Geschichte
Im Jahr 1957 entdeckte das Unternehmen Pak Stanvac (ein Joint Venture von Esso und Mobil Oil) große Erdgasvorkommen im nahegelegenen Mari-Feld. Im Jahr 1965 gründete Esso die Esso Pakistan Fertilizer Company Limited (heute Engro Fertilizers) und nahm mit Unterstützung des japanischen Unternehmens TOYO eine Harnstoffproduktionsanlage mit einer Jahreskapazität von 173.000 Tonnen in Betrieb. Dies stellte die bis dahin größte ausländische Privatsektor-Investition in Pakistan dar.
Im Jahr 2009 eröffnete Engro Fertilizers eine der weltweit größten einsträngigen Ammoniak-Harnstoff-Anlagen. Wahrzeichen dieser Anlage ist der etwa 125 Meter hohe Prillturm, der zum Zeitpunkt seiner Inbetriebnahme als der höchste seiner Art weltweit galt und weithin sichtbar das Stadtbild prägt.